# Dahuk (muhafaza)

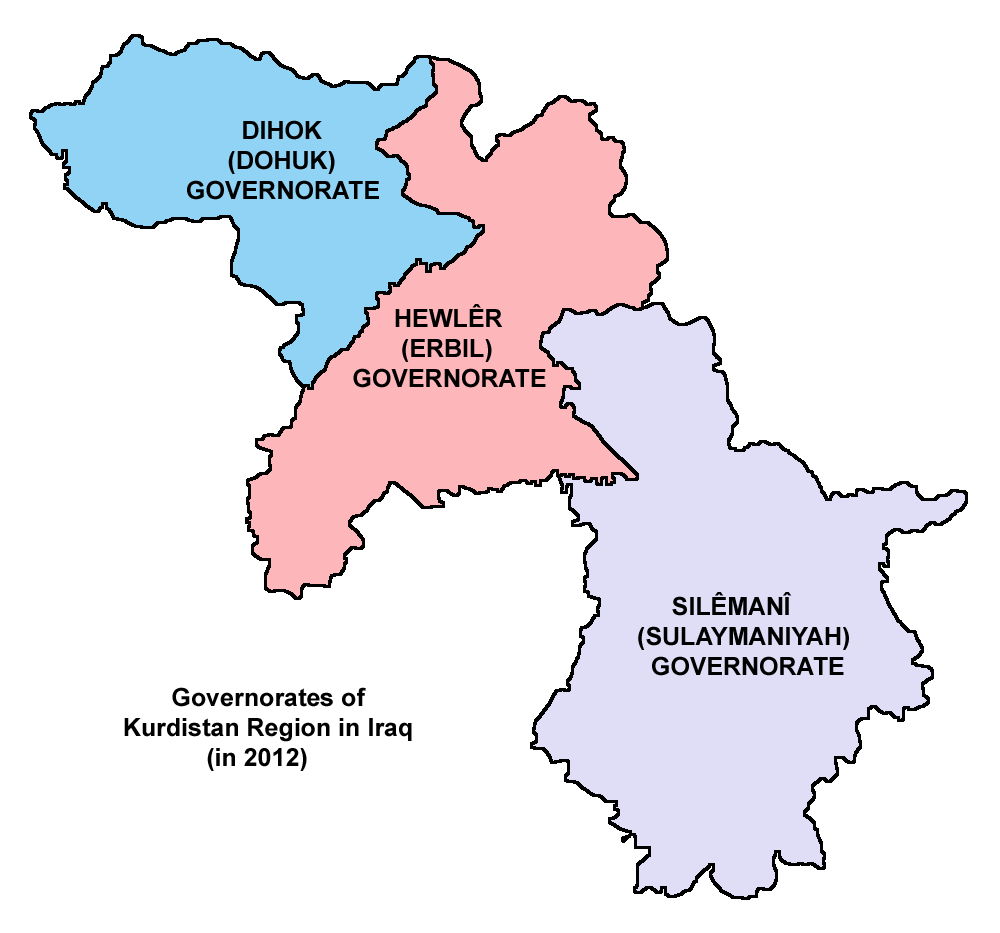

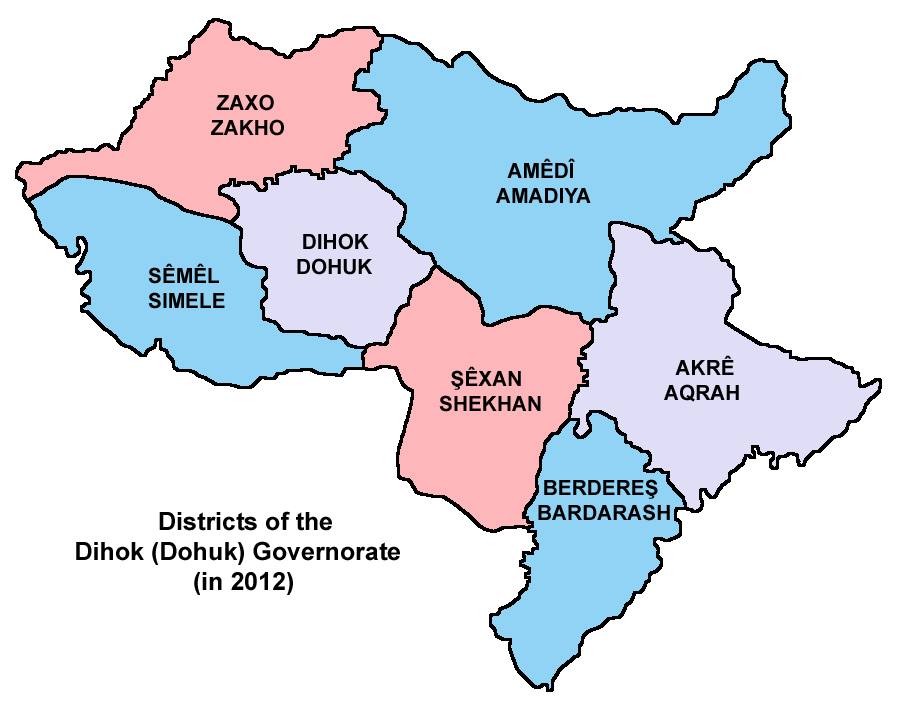

Dahuk (arab. دهوك, kurd. Duhok, asyr. Nohadra) – jedna z 18 prowincji Iraku. Znajduje się w północnej części kraju, stanowi część Kurdyjskiego Okręgu Autonomicznego.